# Афонин, Юрий Васильевич
Юрий Васильевич Афонин (8 октября 1927, Череповец, Ленинградская область — 2005) — разработчик ЗРК, лауреат Ленинской премии.

## Биография
Родился 8 октября 1927 года в Череповце (по другим данным — в деревне Ольхово, ныне Мяксинского района Вологодской области).
В 1950 году окончил Московский энергетический институт.
С 1950 года работал в КБ-1 (НПО «Алмаз», ГСКБ «Алмаз−Антей») в должностях от инженера до главного конструктора.
Принимал участие в разработке, испытаниях, оценке характеристик зенитных систем С-25, С-75, С-125, С-200, С-300П. Руководил разработкой технологии комплексного проектирования многомерных нелинейных нестационарных систем управления.
Доктор технических наук, профессор. Автор более 100 научных трудов, получил 22 авторских свидетельств на изобретения.
Лауреат Ленинской премии (1980), премии имени А. А. Расплетина РАН (2001). Заслуженный деятель науки РФ (1997). Награждён двумя орденами Трудового Красного Знамени, тремя медалями.
Скончался 31 мая 2005 года. Похоронен на Ваганьковском кладбище Москвы в колумбарии.